# 奧厄湖
51°40′24″N 6°34′53″E / 51.67324711126502°N 6.581325531005859°E

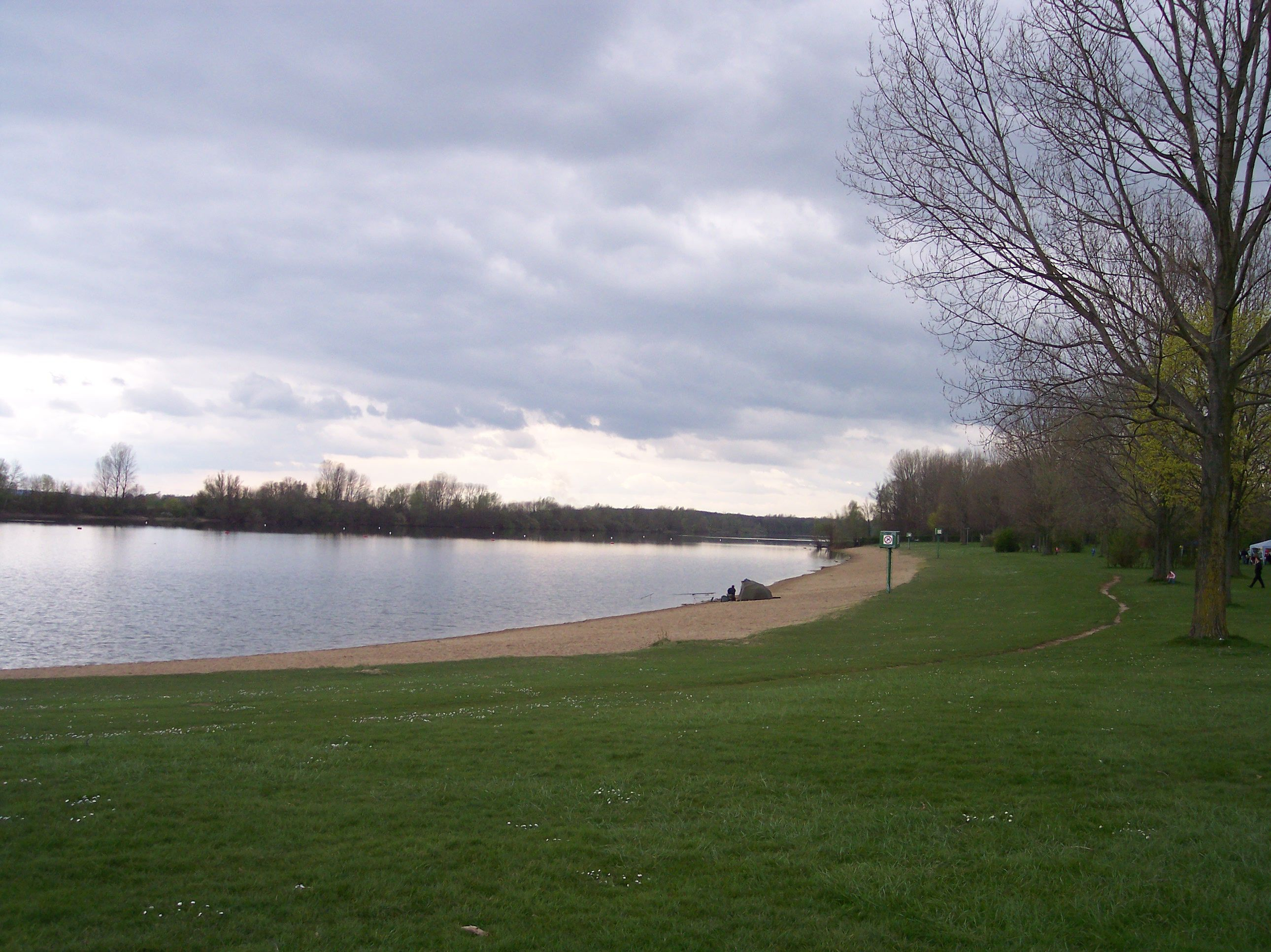

奧厄湖（德語：Auesee），是德國的湖泊，位於該國西部，由北萊茵-威斯特法倫州負責管轄，長2.3公里、寬1.3公里，面積1.8平方公里，平均水深7.9米，最大水深17.5米，水體容量143.5萬立方米。